# Dębe Wielkie
Dębe Wielkie és un poble polonès del Voivodat de Masòvia. És el cap del districte (Gmina) de Dębe Wielkie, pertanyent al comtat (Powiat) de Mińsk. Es troba aproximadament a 9 quilòmetres a l'oest de Mińsk Mazowiecki, i a 31 km a l'est de Varsòvia. La seua població és de 2.750 habitants.